# Melissa Venema
Melissa Venema (Alkmaar, 12 aprile 1995) è una trombettista olandese.

## Biografia
Venema iniziò a suonare il flauto dolce all'età di 6 anni e a 8 anni passò alla tromba. A 10 anni superò un'audizione al Conservatorio di Amsterdam e passò sotto la guida di Frits Damrow, trombettista di fama internazionale e prima tromba all'Orchestra reale del Concertgebouw di Amsterdam. Ha suonato in pubblico in numerose occasioni inclusa l'esibizione alla Crystal Cathedral di Garden Grove, in California dove ha eseguito il Concerto per tromba e orchestra in mi bemolle maggiore – composto nel 1796 da Franz Joseph Haydn per Anton Weidinger, l'inventore della tromba a chiavi – che rappresenta un banco di prova obbligatorio per ogni trombettista ed è uno dei vertici dell'intero repertorio per tromba solista.

## Riconoscimenti
Melissa ha ricevuto negli anni numerosi riconoscimenti, classificandosi al terzo posto al Chicago International Brass Festival e vincendo numerosi premi al Concorso Principessa Cristina di Olanda. Collabora con il direttore d'orchestra e violinista olandese di origine francese André Rieu.

## Discografia
- Melissa voor U (2006)
- Melissa in Concert (2009)
- Melissa from the Heart (2010)